# Дрожь (фильм, 2008)
«Дрожь» (исп. Eskalofrío) — испанский фильм ужасов 2008 года режиссёра Исидро Ортиса и продюсера Гильермо дель Торо. Фильм был номинирован на Narcisse Award в категории «Лучший художественный фильм», а также был удостоен двух премий Gaudí Awards за лучший звук и лучшие эффекты.

## Сюжет
Из Барселоны мать и ее сын с редким генетическим заболеванием, называемым Xeroderma pigmentosum, переезжают в селение в горах Астурии на севере Испании, вдали от солнца, которое вредит мальчику. После их прибытия в лесу появляется таинственное существо, убивающее жителей деревни. Селяне подозревают мальчика.
Позднее выясняется, что в доме, где поселилась семья, годом раньше произошло таинственное убийство бывших хозяев.

## В ролях
| Актёр           | Роль   |
| --------------- | ------ |
| Хунио Вальверде | Санти  |
| Бланка Суарес   | Анхела |
| Джимми Барнатан | Лео    |
| Мар Содуп       | Джулия |
| Франсеск Орелья |        |

## Отзывы
«Movie Spot» высоко оценил фильм: «Отличный испанский фильм ужасов. Жуткий и леденящий душу. Хунио Вальверде, который играет Санти, был великолепен. Очень рекомендую его».